# Seattle Seahawks
De Seattle Seahawks (of simpelweg de Seahawks) is een professioneel American footballteam uit Seattle, Washington. Ze komen uit in de westdivisie van de National Football Conference (NFC), wat onderdeel is van de National Football League (NFL).
De Seahawks betraden, gelijktijdig met de Tampa Bay Buccaneers, de NFL in 1976, omdat er plaats was voor twee nieuwe teams. In hun eerste seizoen speelden ze in de NFC en de Buccaneers in de AFC. Na een jaar wisselden beide ploegen om, maar in 2002 keerden de Seahawks weer terug naar de NFC. Ze zijn daardoor het enige team dat twee keer van conference wisselde. 
In 2005–2006 speelden de Seahawks voor het eerst in de Super Bowl, maar werd er verloren van de Pittsburgh Steelers. Op 2 februari 2014 wonnen de Seahawks hun eerste Super Bowl, door de Denver Broncos met 43–8 te verslaan. Dit was het grootste verschil in een Super Bowl sinds 1993.
Het team was eerst eigendom van John Nordstrom (zijn familie bezat een keten warenhuizen), Nordstrom verkocht het team in 1988. In 1996 probeerden de toenmalige eigenaren het team naar Anaheim te verhuizen nadat de Kingdome verouderde, na dit fiasco kocht Paul Allen het team en bleven ze in Seattle, sinds zijn overlijden in 2018 is het team in handen van zijn zus, Jody Allen

## Naam en kleuren
In 1975 werd een wedstrijd gehouden om een naam te geven aan het team. Meer dan 20.000 inzendingen leverden 1700 verschillende namen op. De naam Seahawks werd ingezonden door ongeveer 150 mensen. Van 1933 tot 1941 was er een ijshockeyclub met die naam actief in de Pacific Coast Hockey League. In het American football werd Seahawks ook gebruikt door de Miami Seahawks die in 1946 in de All-America Football Conference speelden. Volgens toenmalig algemeen directeur John Thompson "deed Seahawks denken aan agressiviteit, weerspiegelde de naam het erfgoed van de Pacific Northwest en was er geen enkel ander major league-team met die naam."
Het clublogo bestaat uit een gestileerde zeearend in de stijl van de Amerikaanse indianen uit het noordwesten van Noord-Amerika.

## Geschiedenis

### Oprichting
Na de AFL-NFL merger wou de NFL in de jaren 70 uitbreiden. Seattle wou al meerdere jaren sportteams uit grotere competities in de stad krijgen, vanaf 1967 was Seattle de thuisstad van de Seattle Supersonics in de NBA en was 1969 de thuisstad van de Seattle Pilots (tegenwoordig de Milwaukee Brewers) in de MLB, maar vanwege slechte condities van hun toenmalige stadion verhuisden de Pilots na een jaar naar Milwaukee. Als gevolg van de verhuizing van de Pilots begon King County in 1972 een nieuw multifunctioneel stadion bouwen om American Football en Honkbalteams naar de regio te brengen, het stadion kreeg de naam King County Stadium, maar was beter bekend als de Kingdome.
In juni 1974 werd duidelijk dat de NFL Seattle samen met Tampa een franchise zou geven, maar de identiteit en eigenaar van deze franchise moest nog bepaald worden. De competitie voor deze rechten had meerdere deelnemers, zo waren er bijvoorbeeld de Seattle Kings, die al jaren de NFL probeerden te overtuigen hun een franchise te geven, maar uiteindelijk besloot de NFL in december 1974 de rechten aan de familie Nordstrom. In maart 1975 werd John Thompson aangenomen om algemeen directeur van de Seahawks te worden, Thompson nam op zijn beurt Jack Patera aan om de eerste hoofdtrainer van de organisatie te worden in 1976. In 1976 vond de expansion draft plaats, hier mochten de bestaande 26 teams in de NFL een bepaald aantal spelers uit hun selectie beschermen, spelers die niet beschermd waren werden verkiesbaar voor de expansion draft, hierin kozen de Seahawks en Buccaneers om en om een onbeschermde speler van de andere 26 teams, zodat ze een selectie op konden bouwen. Seattle en Tampa Bay mochten ook meedoen aan de NFL Draft van 1976, ondanks het niet meedoen aan het vorige seizoen.

### Jack Patera tijdperk (1976-1982)
Jim Zorn werd benoemd als de quarterback voor Seattle in 1976. In de zesde speelweek versloeg Seattle uit in Tampa Bay zijn mededebutant met 13–10 om het team hun eerste overwinning te geven. In de negende speelweek versloeg Seattle de Atlanta Falcons voor hun eerste thuisoverwinning met een score van 30–13, de Seahawks eindigden het seizoen met een 2–12 winst/verliesscore, dit eindresultaat deelden ze met de Buffalo Bills, alleen Tampa Bay eindigde slechter, de Buccaneers verloren al hun wedstrijden. Voor het begin van het seizoen van 1977 werden de Seahawks en Buccaneers van conferentie gewisseld, waardoor de Seahawks van de NFC West naar de AFC West verplaatsten, Seattle zou tot 2002 in de AFC West blijven. Seattle begon het seizoen 1977 zwak en verloor 5 van zijn eerste 6 wedstrijden, maar vocht zich terug om 5–9 te eindigen.
In 1978 introduceerde de NFL een seizoen met 16 wedstrijden in het reguliere seizoen; dit systeem zou tot 2021 gehouden worden. Ondertussen zetten de opwaartse sprongen zich voort en het team eindigde met 9–7, de eerste keer dat Seattle de meerderheid van zijn wedstrijden won. Running back David Sims had de meeste touchdowns in de AFC. Coach Jack Patera werd uitgeroepen tot coach van het jaar, maar Seattle haalde de play-offs niet, voornamelijk teruggehouden door een onderpresterende verdediging. In 1979 evenaarden de Seahawks de 9–7 van 1978, maar misten zij weer de play-offs. Running back David Sims liep na pas drie jaar in de NFL een blessure op die zijn carrière ten einde bracht. Receiver Steve Largent behaalde de meeste receiving yards in de NFL.
In 1980 begonnen de Seahawks goed, dankzij 4 gewonnen uitwedstrijden waren ze 4–3 begonnen aan het seizoen, maar stortte toen in elkaar. Seattle won geen enkele wedstrijden meer en eindigden hun seizoen 4–12 en laatste in de AFC West.In 1981 kozen de Seahawks toekomstig Hall of Famer Kenny Easley in de eerste ronde van de draft. In het reguliere seizoen namen de Seahawks hun slechte vorm van 1980 mee. Ze verloren 6 van hun eerste 7 wedstrijden, maar vonden uiteindelijk weer hun vorm. Seattle eindigde het seizoen 6-10.
In het seizoen van 1982 gebeurde er veel voor de Seahawks. Het seizoen werd verkort tot 9 wedstrijden vanwege een staking door de spelersbond, verder werden hoofdcoach Jack Patera en general manager John Thompson ontslagen na een 0–2 start van het seizoen. Mike McCormack nam hun plaats in beide posities, maar als coach alleen als interim-coach tot het einde van het seizoen 1982, hij bleef als algemeen directeur. De Seahawks eindigden het verkorte seizoen 4–5.

### Chuck Knox tijdperk (1983-1991)
Voor 1983 werd Chuck Knox aangenomen als de nieuwe coach van de Seahawks. Voor de quarterback positie werd hard gevochten, met Jim Zorn als de oorspronkelijke quarterback, maar halverwege het seizoen nam Dave Krieg de baan over, om het vervolgens niet meer te verliezen. De Seahawks eindigden hun seizoen 9–7 en tweede in de AFC West, waardoor ze voor het eerst een plek in de play-offs konden verzilveren als het beste team dat niet hun divisie won. In de Wild Card nam Seattle het thuis op tegen hun divisiegenoot en mede Wildcard Denver Broncos. De wedstrijd begon gelijk tussen de twee teams met bij rust een stand van 10–7 in het voordeel van Seattle. Maar de verdediging van de Seahawks wist de Broncos van het scorebord te houden in de tweede helft. voor een overwinning van 31–7. In de Divisional Round nam Seattle het op tegen de Miami Dolphins. Seattle begon de wedstrijd met een 13–7 achterstand bij rust. In de tweede helft vochten de Seahawks zich terug, Miami gaf in totaal 5 keer de bal weg, waar de Seahawks in de tweede helft van profiteerden. Seattle won 27–20. Na de overwinning op de Dolphins verschenen de Seahawks voor het eerst in een Conference Championship Game. Hun tegenstanders waren hun divisiegenoot, de Los Angeles Raiders (tegenwoordig de Las Vegas Raiders). Na een langzame start gingen de Raiders met een leiding van 20–0 de rust in ging. De Seahawks probeerden zich nog terug in de wedstrijd te vechten maar konden de achterstand maar met 4 punten in te schorten, de Raiders wonnen 30–14 onderweg naar een 38–9-overwinning op Washington in de Super Bowl.
In 1984 namen de Seahawks hun goede vorm uit de play-offs van het eerdere jaar mee in het reguliere seizoen, de Seahawks kwamen op het einde van het seizoen uit op 12–4, maar konden alsnog hun divisie niet winnen, achter de 13–3 Denver Broncos. Seattle won 7 van de 8 thuiswedstrijden. Ondanks hun tweede plek in de divisie, kwalificeerden de Seahawks wel voor de wildcard.In de wildcard namen de Seahawks het op met de Los Angeles Raiders, een rematch van de AFC Championship game van het vorige jaar. De Raiders waren in het reguliere seizoen 11–5, en werden derde in de AFC West achter Seattle. De wedstrijd zag weinig punten. In de eerste helft werd er maar een keer gescoord, een touchdown voor Seattle om een 7–0 leiding naar de rust mee te nemen. Seattle scoorde een field goal in beide het derde en vierde kwart voor een totaal van 6 punten, Los Angeles scoorden in het vierde kwart nog een touchdown, maar konden niet terugkomen. Seattle won met 13–7. Seattle mocht de volgende week in de divisional round weer tegen de Miami Dolphins spelen. Seattle scoorde niet in het eerste kwart, maar hield dankzij twee scores in het tweede kwart de wedstrijd nog binnen armslengte met een achterstand van 14–10, Seattle scoorde echter in de tweede helft niet meer, Miami bracht het einde aan het seizoen van Seattle met een overwinning van 31–10. Miami wist zich voor de Super Bowl te kwalificeren, maar ze verloren 38–16 van de San Francisco 49ers.
Na twee opeenvolgende jaren met een plek in de play-offs wisten de Seahawks niet te kwalificeren in 1985. In het reguliere seizoen presteerden de Seahawks onder de verwachtingen en eindigden ze 8-8 en derde in hun divisie. In 1986 wisten de Seahawks voor het tweede jaar op rij de play-offs niet te halen. Ze verbeterden van 8–8 in 1985 naar 10–6 in 1986, ze werden derde in de AFC West en wisten de wildcard niet te halen. Seattle won aan het einde van het jaar hun laatste vijf wedstrijden, maar was te laat om nog de play-offs te kunnen halen.
1987 staat bekend vanwege zijn spelersstaking. Vanwege de staking duurde het seizoen maar 15 wedstrijden en speelden veel teams een aantal weken met reserve of zelfs vervangingsspelers speelden. Seattle wist 9–6 te gaan in de 15 gespeelde wedstrijden, wat ze de tweede plek in de AFC West opleverde. Seattle won een plek in de wildcard game, uit tegen de toenmalige Houston Oilers (tegenwoordig de Tennessee Titans). De wedstrijd was lang spannend, met Seattle op een 13–10 achterstand tijdens de rust en een 20–20 stand aan het einde van de reguliere tijd. Tijdens de overtime wist Houston echter te scoren, waardoor Seattle met een 23–20-verlies aan het einde van zijn seizoen kwam. In het naseizoen stopte Safety Kenny Easley met football, nadat een overdosis medicijnen voor nierproblemen zorgte. Easley werd uiteindelijk tot de Pro Football Hall of Fame benoemd.
In augustus 1988 verkocht de familie Nordstrom de Seahawks aan Ken Behring en zijn businesspartner Ken Hoffman voor een geschatte $ 80 miljoen. Behring werd rijk vanwege zijn huizenbouw in Californië. De oorsprong van zijn welvaart zorgde voor bezorging dat Behring het team naar Californië zou verhuizen. Op vragen over verhuizingen reageerde Behring dat hij Seattle de beste footballstad van Amerika vond en de Seahawks niet gekocht zou hebben als ze verhuisd moesten worden. In het seizoen van 1988 wist Seattle voor de eerste keer hun divisie te winnen, waardoor ze een automatische plek in de play-offs vast wisten te stellen. Seattle wist in 1988 9–7 te gaan. In de play-offs namen de Seahawks het uit in Cincinnati op met de Cincinnati Bengals. Seattle begon de wedstrijd slecht, met een achterstand van 21–0 bij de rust. Seattle kwam pas in het vierde kwart op scoren, maar de poging tot een comeback kwam te laat. Cincinnati won 21–13 onderweg naar een verschijning in de Super Bowl, waar ze van de San Francisco 49ers verloren.
In januari 1989 werd general manager Mike McCormack ontslagen door teameigenaar Ken Behring, McCormack werd vervangen door Tom Flores. Na 8 wedstrijden waren de Seahawks 4-4. Tussen week 9 en week 12 van het seizoen verloor Seattle al hun 4 wedstrijden. Seattle wist daarna nog van 4-8 naar 7-9 te herstellen, maar kon de play-offs niet behalen. Aan het eind van het seizoen ging Wide receiver Steve Largent met pensioen. Largent hield op het moment van zijn pensioen veel records in de NFL, zoals de meeste receptions (819), meeste touchdown receptions (100) en meeste receiving yards in een carrière (13,089). Largent's shirtnummer, nummer 80 werd in zijn eer buiten gebruik gesteld, al werd het in 2004 na gesprek met Largent tijdelijk weer in gebruik gesteld voor Jerry Rice. Largent werd in 1995 tot de Pro Football Hall of Fame benoemd.
In 1990 werd Seattle na het pensioen van Largent meer afhankelijk van hun running backs. Derrick Fenner had de meeste rushing yards en rushing touchdowns in de AFC. Seattle ging 9-7 maar miste de play-offs. Seattle koos in de draft van 1990 Defensive Tackle Cortez Kennedy met de derde selectie in de draft. Kennedy zou zijn hele carrière met Seattle spelen en werd uiteindelijk tot de Hall of Fame benoemd. In 1991 vielen de Seahawks weer terug naar 7-9. In week 9 en week 11 speelden de Seahawks tegen de San Diego Chargers, met een bye week tussen de wedstrijden. Dit was tot 2021 de laatste keer dat een team twee opeenvolgende wedstrijden tegen hetzelfde team speelde. Aan het eind van het seizoen vertrok head coach Chuck Knox om de coach bij de Los Angeles Rams te worden.

## 12th Man
De 12th Man is de bijnaam van de fans van de Seahawks. De naam geeft aan dat de fans gezien worden als een deel van het team naast de elf spelers op het veld. Ter ere van de 12th Man is het nummer 12 sinds december 1984 niet meer in gebruik, waardoor Sam Adkins de enige speler is om het shirt officieel te dragen. De 12th Man, ook wel bekend als de twelves, is beroemd vanwege zijn lawaai. Vanwege dit lawaai werd tijdelijk een regel ingediend om het thuisteam een penalty te geven als de fans te veel geluid maakten. Het lawaai heeft in de eerste tien jaar in Centurylink Field ook tot 143 valse starten van tegenstanders geleid.

## Stadion

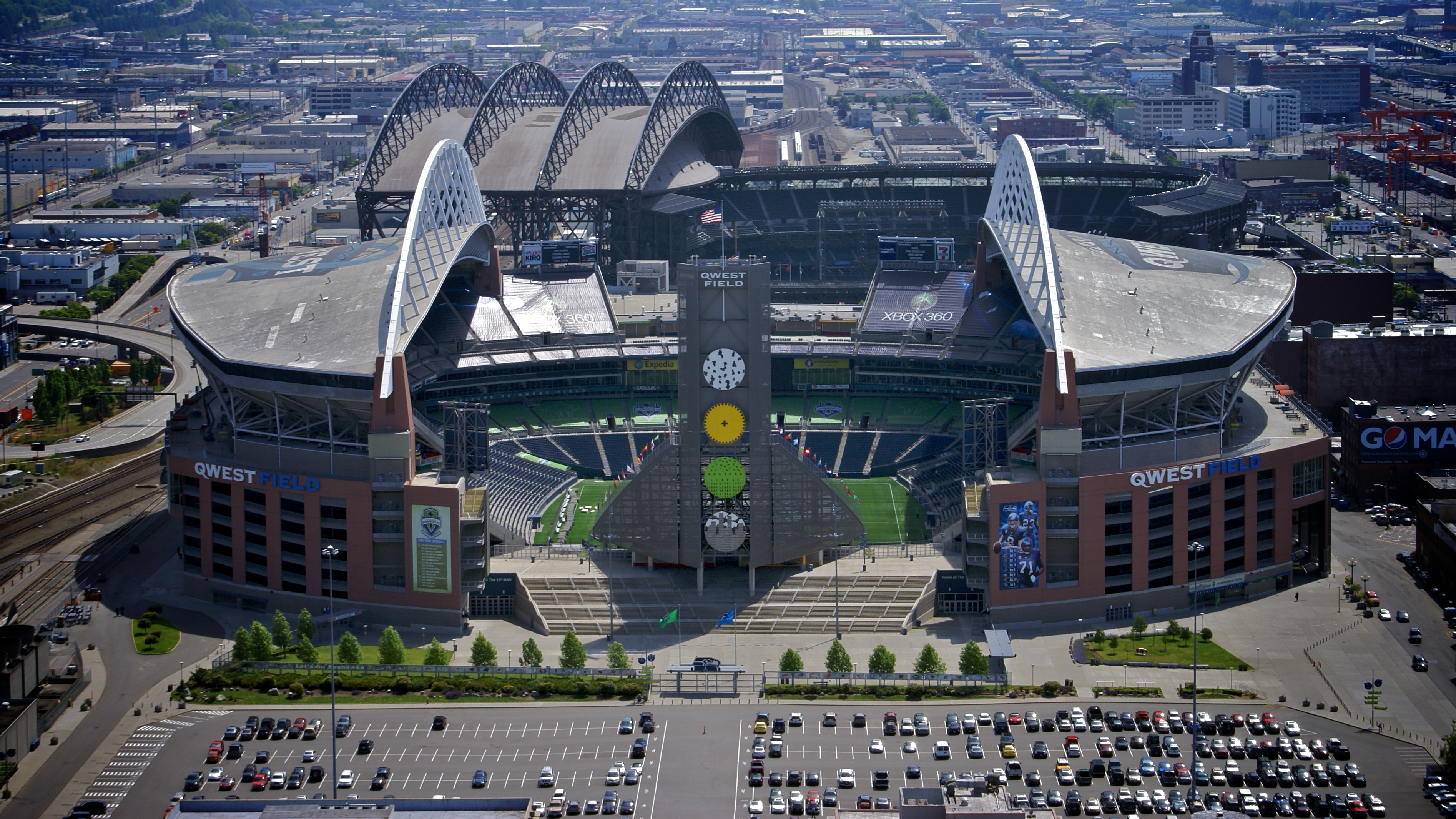
Stadion in 2009 (toen Qwest Field geheten)

De Seahawks speelde in eerste instantie in het Kingdome en vanaf 2002 op het CenturyLink Field, waar ook de Seattle Sounders FC en de Seattle Dragons spelen. Op 15 september 2013 verbeterden fans in het stadion het wereldrecord voor luidste stadion ter wereld, door 131,9 decibel te produceren tijdens een wedstrijd tegen de San Francisco 49ers. Een maand later raakten het stadion dit record alweer kwijt aan het Arrowhead Stadium van de Kansas City Chiefs, waar de fans 137,5 decibel wisten te bereiken. Op 2 december 2013 heroverden de Seahawks-fans tijdens een wedstrijd tegen de New Orleans Saints het record echter weer, door 137,6 decibel te bereiken. De Seahawks hebben sinds de tweede wedstrijd in 2003 al hun wedstrijden uitverkocht.

## Resultaten
| Seizoen | Competitie | Conf | Div  | Regulier seizoen | Regulier seizoen | Regulier seizoen | Regulier seizoen | Regulier seizoen | Play-offs              | Play-offs            | Play-offs               | Play-offs         |
| Seizoen | Competitie | Conf | Div  | Plek             | W                | G                | V                | Pct              | Wild Card              | Divisional Playoff   | Championship            | Super Bowl        |
| ------- | ---------- | ---- | ---- | ---------------- | ---------------- | ---------------- | ---------------- | ---------------- | ---------------------- | -------------------- | ----------------------- | ----------------- |
| 1976    | NFL        | NFC  | West | 5e               | 2                | 0                | 12               | 0,143            |                        |                      |                         |                   |
| 1977    | NFL        | AFC  | West | 3e               | 5                | 0                | 9                | 0,357            |                        |                      |                         |                   |
| 1978    | NFL        | AFC  | West | 3e               | 9                | 0                | 7                | 0,563            |                        |                      |                         |                   |
| 1979    | NFL        | AFC  | West | 3e               | 9                | 0                | 7                | 0,563            |                        |                      |                         |                   |
| 1980    | NFL        | AFC  | West | 5e               | 4                | 0                | 12               | 0,250            |                        |                      |                         |                   |
| 1981    | NFL        | AFC  | West | 5e               | 6                | 0                | 10               | 0,375            |                        |                      |                         |                   |
| 1982    | NFL        | AFC  | AFC  | 10e              | 4                | 0                | 5                | 0,444            |                        |                      |                         |                   |
| 1983    | NFL        | AFC  | West | 2e               | 9                | 0                | 8                | 0,563            | 31–7 v. Broncos        | 20–27 @ Dolphins     | 30–14 @ LA Raiders      |                   |
| 1984    | NFL        | AFC  | West | 2e               | 12               | 0                | 4                | 0,750            | 13–7 v. LA Raiders     | 31–10 @ Dolphins     |                         |                   |
| 1985    | NFL        | AFC  | West | 3e               | 8                | 0                | 8                | 0,500            |                        |                      |                         |                   |
| 1986    | NFL        | AFC  | West | 3e               | 10               | 0                | 6                | 0,625            |                        |                      |                         |                   |
| 1987    | NFL        | AFC  | West | 2e               | 9                | 0                | 6                | 0,600            | 23–20 (n.v.) @ Houston |                      |                         |                   |
| 1988    | NFL        | AFC  | West | 1e               | 9                | 0                | 7                | 0,563            | Vrijstelling           | 21–13 @ Bengals      |                         |                   |
| 1989    | NFL        | AFC  | West | 4e               | 7                | 0                | 9                | 0,438            |                        |                      |                         |                   |
| 1990    | NFL        | AFC  | West | 3e               | 9                | 0                | 7                | 0,563            |                        |                      |                         |                   |
| 1991    | NFL        | AFC  | West | 4e               | 7                | 0                | 9                | 0,438            |                        |                      |                         |                   |
| 1992    | NFL        | AFC  | West | 5e               | 2                | 0                | 14               | 0,125            |                        |                      |                         |                   |
| 1993    | NFL        | AFC  | West | 5e               | 6                | 0                | 10               | 0,375            |                        |                      |                         |                   |
| 1994    | NFL        | AFC  | West | 5e               | 6                | 0                | 10               | 0,375            |                        |                      |                         |                   |
| 1995    | NFL        | AFC  | West | 3e               | 8                | 0                | 8                | 0,500            |                        |                      |                         |                   |
| 1996    | NFL        | AFC  | West | 5e               | 7                | 0                | 9                | 0,438            |                        |                      |                         |                   |
| 1997    | NFL        | AFC  | West | 3e               | 8                | 0                | 8                | 0,500            |                        |                      |                         |                   |
| 1998    | NFL        | AFC  | West | 3e               | 8                | 0                | 8                | 0,500            |                        |                      |                         |                   |
| 1999    | NFL        | AFC  | West | 1e               | 9                | 0                | 7                | 0,563            | 17–20 v. Dolphins      |                      |                         |                   |
| 2000    | NFL        | AFC  | West | 4e               | 6                | 0                | 10               | 0,375            |                        |                      |                         |                   |
| 2001    | NFL        | AFC  | West | 2e               | 9                | 0                | 7                | 0,563            |                        |                      |                         |                   |
| 2002    | NFL        | NFC  | West | 3e               | 7                | 0                | 9                | 0,438            |                        |                      |                         |                   |
| 2003    | NFL        | NFC  | West | 2e               | 10               | 0                | 6                | 0,625            | 33–27 (n.v.) @ Packers |                      |                         |                   |
| 2004    | NFL        | NFC  | West | 1e               | 9                | 0                | 7                | 0,563            | 20–27 v. Rams          |                      |                         |                   |
| 2005    | NFL        | NFC  | West | 1e               | 13               | 0                | 3                | 0,812            | Vrijstelling           | 20–10 v. Redskins    | 34–14 v. Panthers       | 21–10 @ Steelers  |
| 2006    | NFL        | NFC  | West | 1e               | 9                | 0                | 7                | 0,562            | 21–10 v. Cowboys       | 27–24 (n.v.) @ Bears |                         |                   |
| 2007    | NFL        | NFC  | West | 1e               | 10               | 0                | 6                | 0,625            | 35–14 v. Redskins      | 42–20 @ Packers      |                         |                   |
| 2008    | NFL        | NFC  | West | 3e               | 4                | 0                | 12               | 0,250            |                        |                      |                         |                   |
| 2009    | NFL        | NFC  | West | 3e               | 5                | 0                | 11               | 0,312            |                        |                      |                         |                   |
| 2010    | NFL        | NFC  | West | 1e               | 7                | 0                | 9                | 0,438            | 41–36 v. Saints        | 35–24 @ Bears        |                         |                   |
| 2011    | NFL        | NFC  | West | 3e               | 7                | 0                | 9                | 0,438            |                        |                      |                         |                   |
| 2012    | NFL        | NFC  | West | 2e               | 11               | 0                | 5                | 0,688            | 14–24 @ Redskins       | 30–28 @ Falcons      |                         |                   |
| 2013    | NFL        | NFC  | West | 1e               | 13               | 0                | 3                | 0,813            | Vrijstelling           | 23–15 v. Saints      | 23–17 v. 49ers          | 8–43 @ Broncos    |
| 2014    | NFL        | NFC  | West | 1e               | 12               | 0                | 4                | 0,750            | Vrijstelling           | 31–17 v. Panthers    | 28–22 (n.v.) v. Packers | 24–28 v. Patriots |
| 2015    | NFL        | NFC  | West | 2e               | 10               | 0                | 6                | 0,625            | 6–10 @ Vikings         | 31–24 @ Panthers     |                         |                   |
| 2016    | NFL        | NFC  | West | 1e               | 10               | 1                | 5                | 0,656            | 26–6 v. Lions          | 36–20 @ Falcons      |                         |                   |
| 2017    | NFL        | NFC  | West | 2e               | 9                | 0                | 7                | 0,563            |                        |                      |                         |                   |
| 2018    | NFL        | NFC  | West | 2e               | 10               | 0                | 6                | 0,625            | 24–22 @ Cowboys        |                      |                         |                   |
| 2019    | NFL        | NFC  | West | 2e               | 11               | 0                | 5                | 0,688            | 9–17 @ Eagles          | 28–23 @ Packers      |                         |                   |
| 2020    | NFL        | NFC  | West | 1e               | 12               | 0                | 4                | 0,750            | 20–30 v. Rams          |                      |                         |                   |
| 2021    | NFL        | NFC  | West | 4e               | 7                | 0                | 10               | 0,412            |                        |                      |                         |                   |
| 2022    | NFL        | NFC  | West | 2e               | 9                | 0                | 8                | 0,529            | 41–23 @ 49ers          |                      |                         |                   |
| 2023    | NFL        | NFC  | West | 2e               | 9                | 0                | 8                | 0,529            |                        |                      |                         |                   |
| 2024    | NFL        | NFC  | West | 2e               | 10               | 0                | 7                | 0,588            |                        |                      |                         |                   |

| Kleur of afkorting | Betekenis                |
| ------------------ | ------------------------ |
| Geel               | Won Super Bowl           |
| Blauw              | Won NFC-titel            |
| Groen              | Won divisie              |
| Licht groen        | Geplaatst voor play-offs |
| Score v.           | Uitslag thuisduel        |
| Score @            | Uitslag uitduel          |

## Erelijst

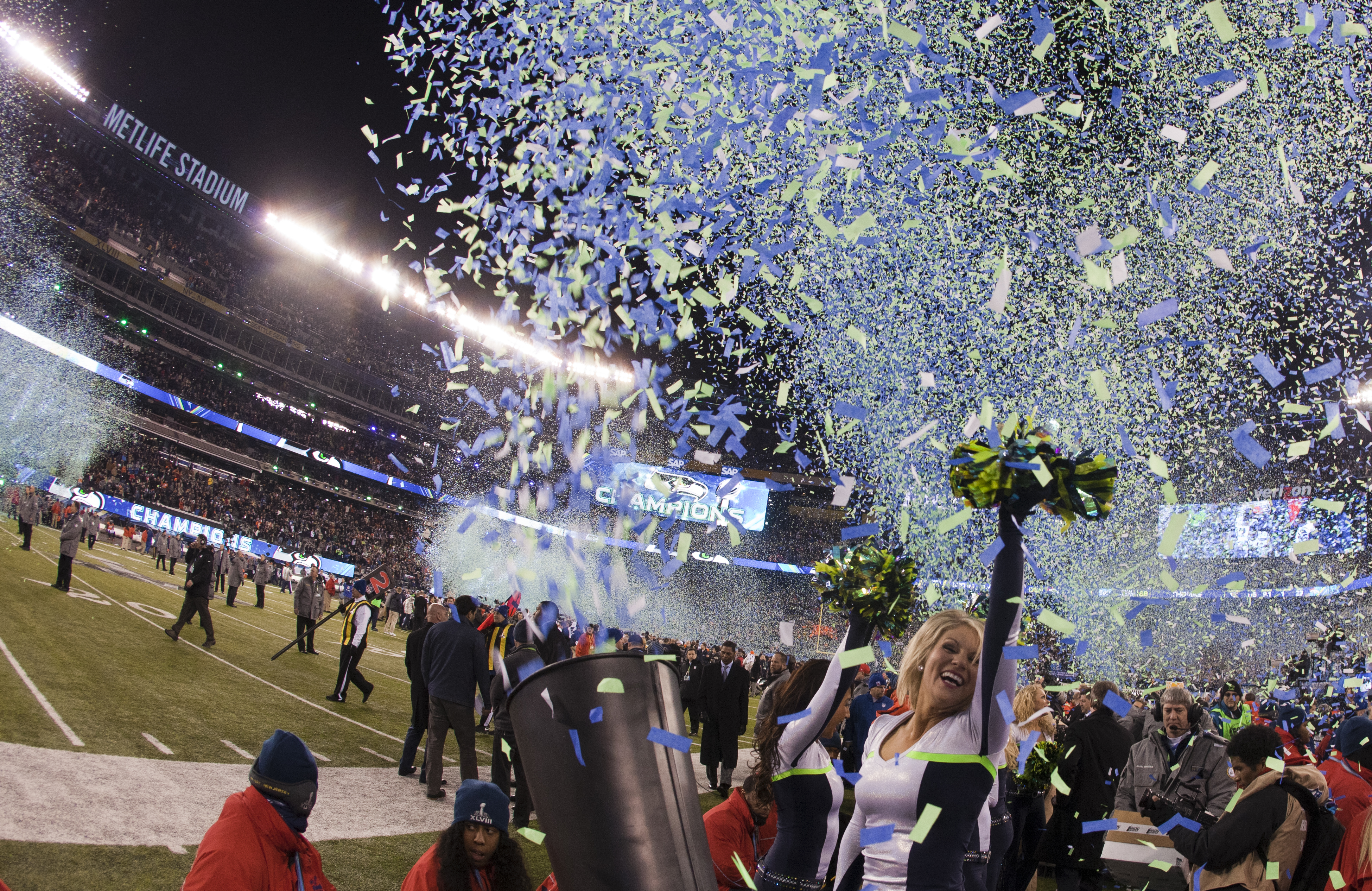
Na de winst van de Super Bowl XLVIII (2 februari 2014)

Super Bowls (1)
2013
Conference-titels (3)
2005, 2013, 2014
Divisie-titels (11)
1988, 1999, 2004, 2005, 2006, 2007, 2010, 2013, 2014, 2016
2020
Deelnames play-offs (20)
1983, 1984, 1987, 1988, 1999, 2003, 2004, 2005, 2006, 2007
2010, 2012, 2013, 2014, 2015, 2016, 2018, 2019, 2020, 2022

## Hall of Famers
De volgende voormalige spelers van de Seahawks zijn opgenomen in de Pro Football Hall of Fame:
- Franco Harris (1990)
- Jerry Rice (2010)

## Bekende (oud-)spelers

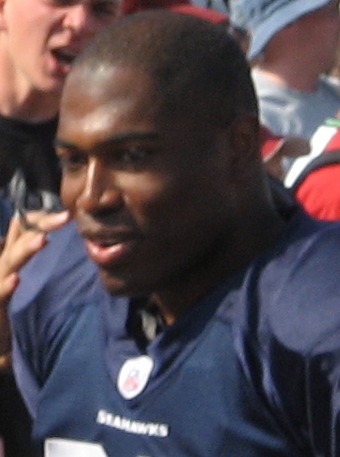
Shaun Alexander

- Shaun Alexander, kreeg in 2005 de Offensive Player of the Year Award en de Most Valuable Player Award.
- Kenny Easley, kreeg in 1984 de Defensive Player of the Year Award.
- Cortez Kennedy, kreeg in 1992 de Defensive Player of the Year Award.
- Malcolm Smith, kreeg in 2013 de Super Bowl Most Valuable Player Award.
- Russell Wilson, was een rookie quarterback in 2012; verbrak het record voor meeste touchdown-passes voor een rookie en was de eerste rookie quarterback vanaf 1970 die zijn eerste zes thuisduels wist te winnen.
- Marshawn Lynch, een van de beste running backs van de NFL. Draagt nummer 24 en heeft in 2007 bij de Buffalo Bills gespeeld.
- Jimmy Graham, tight end nummer 88 voormalig speler van de New Orleans Saints.